# Höga kusten (musikalbum)
Höga kusten är ett studioalbum av den svenske rockartisten Tomas Ledin, utgivet 25 oktober 2013.
Höga kusten är ett konceptalbum och skildrar området Höga kusten, dit Ledin har anknytning via sin farmor och farfar och tillbringade barndomssomrar med dem. Albumet tog Ledin tio år att färdigställa. Bland låtarna märks "Min farfar gick i tåget", som handlar om Skotten i Ådalen 1931, i vars protesttåg Ledins farfar, sågverksarbetaren Jonas Ledin (1893-1982), gick med i. I låtarna "Ä lu oäten?" och "Hammarn under bönninga" sjunger Ledin på ångermanländsk dialekt.
Albumet producerades av folk- och vismusikern Esbjörn Hazelius och spelades in i Sandkvie Studio med Micke Lyander som ljudtekniker. Lyander mixade skivan tillsammans med Ledin och Hazelius och Björn Engelmann mastrade den i Cutting Room. På albumet ackompanjeras Ledin av bandet Höga kusten-kapellet, vilket bland annat består av producenten Hazelius, Johan Hedin, Olle Linder, Dag Westling och Magnus Zetterlund.
Höga kusten gick direkt in på den svenska albumlistans första plats, där den stannade en vecka. Skivan belönades med en Grammis 2014 i kategorin årets folkmusik/visa.

## Låtlista
Alla låtar är skrivna av Tomas Ledin.
1. "När kärleken kom" – 6:43
2. "Abborrgrundet" – 4:05
3. "Höga Kusten" – 5:09
4. "Ä lu oäten" – 3:22
5. "Ljuvliga minnen" – 3:46
6. "Hammarn unner bönninga" – 2:52
7. "Balladen om kapten Magnus Berlin" – 7:24
8. "Samma visa (jag ror, jag ror, jag ror)" – 2:32
9. "Min farfar gick i tåget" – 5:20
10. "En målning av Helmer Osslund" – 4:00
11. "Vintra upp på landet" – 6:26
12. "Ärligt talat" – 4:38
13. "Samma visa (instrumental)" – 2:05

## Medverkande
- Björn Engelmann – mastering
- Lisa Eriksson – dragspel
- Olle Eriksson – kontrabas
- Esbjörn Hazelius – producent, arrangemang, mixning, cister, fiol, gitarr, sång
- Johan Hedin – nyckelharpa
- Tomas Ledin – sång, akustisk gitarr, gitarr, fotstamp, arrangemang, exekutiv producent, mixning
- Jarmo Lindell – sång
- Olle Linder – trummor, slagverk, udu, cajón, pandeiro, tamburin
- Micke Lyander – ljudtekniker, mixning, inspelning
- Ricky Tillblad – design
- Göran Wennerbrandt – gitarr, lap steel
- Magnus Zetterlund – mandolin, munspel

## Listplaceringar
| Lista (2013) | Position |
| ------------ | -------- |
| Sverige      | 1        |

## Mottagande
Albumet har medelbetyget 3,0/5 på Kritiker.se, baserat på tolv recensioner. Högst betyg fick den av Nerikes Allehanda och Corren, som båda gav den 4/5, och sämst av Göteborgs-Posten, Helsingborgs Dagblad och Smålandsposten, som gav den 2/5.
Arbetarbladet
Arbetarbladet gav betyget 3/5 och beskrev skivan som "överraskande". Recensenten Erik Süss skrev även "Utan några pekpinnar lyckas Ledin vara lika vass som självaste Dylan."
Corren
Corren gav betyget 4/5 och beskrev albumet som "spretigt". Särskilt framhölls låten "Min farfar gick i tåget", som recensenten Lollo Asplund beskrev som "kanske det finaste Ledin någonsin skapat".
Gaffa
Gaffa gav betyget 3/5 och skrev att "det är första gången på mycket länge som man hör att det finns en riktig betydelse i hans texter och hans sång". Recensenten Magnus Sjöberg menade dock att Ledins låtar är "förutsägbara" och avslutade sin recension med orden "...en passion som ändå kläs i musikalisk fyrkantighet."
Göteborgs-Posten
Göteborgs-Posten gav betyget 2/5. Recensenten Jan Andersson skrev "Det här är knappast albumet som ger Tomas Ledin några nya fans, men som personligt färgad historielektion fungerar Höga kusten över förväntan."
Helsingborgs Dagblad
Helsingborgs Dagblad gav betyget 2/5 och skrev "Hedervärd ambition, men helheten låter varken mustig skröna eller vemod och svärta."
Nerikes Allehanda
Nerikes Allehanda gav betyget 4/5 och skrev "Sammantaget bjuder Tomas Ledin på en ny sida av sig själv, till detta uppbackad av ett gäng mycket kompetenta musiker. Långt ifrån nyskapande, men både vackert och kompetent – och mestadels ett ordval som sticker ut."
Smålandsposten
Smålandsposten gav betyget 2/5 och skrev "Att Ledin sjunger om personlig och regional historia borde kännas trevligt. I stället blir det som om han kapitaliserar på den."
Upsala Nya Tidning
Upsala Nya Tidning gav betyget 3/5. Recensenten Björn G. Stenberg skrev Att Ledin på några spår lyckas "göra riktigt bra låtar", medan det i andra låtar "krystat, särskilt när han sjunger på dialekt."